# Campionati mondiali di taekwondo 1977
I Campionati mondiali di taekwondo 1977 sono stati la 3ª edizione dei campionati mondiali di taekwondo, organizzati dalla World Taekwondo Federation, e si sono svolti a Chicago, negli Stati Uniti d'America, dal 5 al 17 settembre 1977.

## Medagliati
| Specialità | Oro                         | Argento                         | Bronzo                                                   |
| -48 kg     | Song Ki-Yul Corea del Sud   | Jaime de Pablos Messico         | Turgay Ertugrul Germania Ovest / Sheu Jiomshi Taiwan     |
| 53 kg      | Ha Suk-Kwang Corea del Sud  | Jorge Ramírez Ecuador           | Francisco García Spagna / Moritz von Macher Messico      |
| 58 kg      | Kim Yong-Ki Corea del Sud   | Hour Waeishing Taiwan           | Reynaldo Salazar Messico / Helmut Stoppe Germania Ovest  |
| 63 kg      | Park Chung-Ho Corea del Sud | Greg Fears Stati Uniti          | Frédéric Kovassi Costa d'Avorio / Peter Salm Paesi Bassi |
| 68 kg      | Hwang Mingder Cina          | Choi Jae-Chun Corea del Sud     | Eduardo Merchán Spagna / Ernie Ryes Stati Uniti          |
| 74 kg      | Yoo Yong-Hap Corea del Sud  | Théophile Dossou Costa d'Avorio | Rainer Müller Germania Ovest / Manuel Jurado Messico     |
| 80 kg      | Hur Song Corea del Sud      | James Kirby Stati Uniti         | Carlos Obregón Messico / Manuel Salcedo Spagna           |
| +80 kg     | Ahn Jang-Shik Corea del Sud | Lin Yingpeng Taiwan             | John Holloway Stati Uniti / Dirk Jung Germania Ovest     |

## Medagliere
| Posizione | Paese          | Oro | Argento | Bronzo | Totale |
| --------- | -------------- | --- | ------- | ------ | ------ |
| 1         | Corea del Sud  | 7   | 1       | 0      | 8      |
| 2         | Cina           | 1   | 0       | 0      | 1      |
| 3         | Stati Uniti    | 0   | 2       | 2      | 4      |
| 4         | Taiwan         | 0   | 2       | 1      | 3      |
| 5         | Messico        | 0   | 1       | 4      | 5      |
| 6         | Costa d'Avorio | 0   | 1       | 1      | 2      |
| 7         | Ecuador        | 0   | 1       | 0      | 1      |
| 8         | Germania Ovest | 0   | 0       | 4      | 4      |
| 9         | Spagna         | 0   | 0       | 3      | 3      |
| 10        | Paesi Bassi    | 0   | 0       | 1      | 1      |
|           | TOTALE         | 8   | 8       | 16     | 32     |